# Барсау де Жос (Сату Маре)
Барсау де Жос (рум. Bârsău de Jos) насеље је у Румунији у округу Сату Маре у општини Барсау. Oпштина се налази на надморској висини од 184 m.

## Становништво
Према подацима из 2002. године у насељу је живело 684 становника, од којих су сви румунске националности.